# Hesperoptenus blanfordi

Hesperoptenus blanfordi — вид ссавців родини лиликових.

## Проживання, поведінка
Країна поширення: Камбоджа, Індонезія (Калімантан), Лаос, Малайзія (півострівна Малайзія, Сабах, Саравак), М'янма, Таїланд, В'єтнам. Цей вид зустрічається в широкому діапазоні середовищ існування, від низинних мокрих лісів до сухих лісів і гірських лісів, а також вапнякових печер. Зазвичай пов'язаний з малими річками та струмками. Зазвичай живе невеликими колоніями з менш ніж 10 особинами.

## Загрози та охорона
Немає серйозних загроз для цього виду. Цей вид зустрічається в багатьох охоронних територіях по всьому ареалу.